# Праданос-де-Буреба
Праданос-де-Буреба (ісп. Prádanos de Bureba) — муніципалітет в Іспанії, у складі автономної спільноти Кастилія-і-Леон, у провінції Бургос. Населення — 57 осіб (2010).
Муніципалітет розташований на відстані близько 230 км на північ від Мадрида, 32 км на північний схід від Бургоса.

## Демографія
Динаміка населення (INE ):